# Roodrugtangare
De roodrugtangare (Ramphocelus passerinii) is een zangvogel uit de familie Thraupidae (tangaren).

## Verspreiding en leefgebied
Deze soort komt voor in Midden-Amerika van Mexico tot het westen van Panama. Er zijn twee ondersoorten:
- R. p. passerinii: Mexico (zuidoostelijk Veracruz en noordoostelijk Oaxaca) tot westelijk Panama.
- R. p. costaricensis: het zuidelijk deel van Costa Rica (Puntarenas) en westelijk Panama. (Costaricaanse tangare).